# Jesús Ramírez
Jesús Andrés Ramírez Díaz (Tovar, 4 maggio 1998) è un calciatore venezuelano, attaccante del Vitória Guimarães.

## Carriera

### Nazionale
Il 15 ottobre 2024 esordisce con il Venezuela nella sconfitta per 2-1 in casa del Paraguay.